# Mens en Melodie
Mens en melodie was een Nederlands muziektijdschrift, dat in 1946 werd opgericht door Wouter Paap en Jaap Kunst en in 2012 voor het laatst verscheen.
Het tijdschrift behandelde voornamelijk klassieke muziek uit alle perioden van de muziekgeschiedenis. Het bevatte componistenportretten, recensies van concerten en opnamen, muziektheoretische achtergronden, een agenda met aankondigingen en artikelen over raakvlakken tussen klassieke muziek en andere muziekvormen. Wouter Paap was tientallen jaren de drijvende kracht achter het blad. Hij trok toonaangevende musici en muziekpublicisten aan en schreef zelf vele bijdragen, deels onder de pseudoniemen Gerard Werker en Arend Schelp.
Na zijn terugtreden in 1973 bleef Mens en melodie maandelijks verschijnen, maar in de jaren na 1990 moest diverse malen worden gewisseld van uitgever en van hoofdredacteur. In de 21e eeuw kon de regelmatige verschijning niet meer worden gegarandeerd. In november 2011 verscheen Mens en melodie weer, na ruim een jaar afwezigheid. In enquêtes hadden trouwe abonnees aangegeven het blad een warm hart toe te dragen, zodat een doorstart mogelijk bleek.
In oktober 2012 deelde de website echter mee dat de publicatie van het blad was gestaakt omdat "een gezonde financiële exploitatie van het tijdschrift niet mogelijk is gebleken".